# Ганс-Ервін Райт
Ганс-Едвін Райт (нім. Hans-Erwin Reith; 17 січня 1920, Люнебург — 6 вересня 1987) — німецький офіцер-підводник, оберлейтенант-цур-зее крігсмаріне.

## Біографія
15 вересня 1939 року вступив на флот. З 1 лютого по 21 вересня 1941 року пройшов курс підводника. З 22 вересня 1941 року — навчальний офіцер 1-го навчального дивізіону підводних човнів. З 6 листопада 1941 по січень 1942 року пройшов практику вахтового офіцера на підводному човні U-105. З січня 1942 року — офіцер з передачі наказів при командувачі підводними човнами в Лор'яні і Парижі. З жовтня 1942 по вересень 1943 року — 1-й вахтовий офіцер на U-190. З 1 жовтня по 14 листопада 1943 року пройшов курс командира човна, в січні-травні 1944 року — командорську практику у 25-й флотилії. З 6 липня 1944 року — командир U-190, на якому здійснив 2 походи (разом 134 дні в морі). 16 квітня 1945 року потопив канадський тральщик «Іскваймолт» водотоннажністю 590 тонн; 44 з 70 членів екіпажу загинули. 14 травня 1945 року капітулював канадському фрегату «Вікторіявіль» за 500 морських миль (930 км) від мису Кейп-Рейс. 29 грудня 1947 року звільнений.

## Звання
- Кандидат в офіцери (15 вересня 1939)
- Морський кадет (1 лютого 1940)
- Фенріх-цур-зее (1 липня 1940)
- Оберфенріх-цур-зее (1 липня 1941)
- Лейтенант-цур-зее (1 березня 1942)
- Оберлейтенант-цур-зее (1 жовтня 1943)

## Нагороди
- Залізний хрест
  - 2-го класу (14 червня 1941)
  - 1-го класу (1 жовтня 1943)
- Нагрудний знак підводника (17 грудня 1941)